# Alpen-Grünwidderchen
Das Alpen-Grünwidderchen (Adscita alpina) ist ein Schmetterling (Nachtfalter) aus der Familie der Widderchen (Zygaenidae).

## Entwicklungszyklus
Die Eier, welche von ovaler Form sind und eine gelbe Farbe aufweisen, werden auf der Blattunterseite der Wirtspflanze angeheftet. Bevor es zum Schlupf kommt, ist eine Farbänderung der Eier zu einem Blaugrün zu beobachten.
Die Jungraupen überwintern und sind je nach Höhenlage zwischen Mai und Ende Juni ausgewachsen. Die Hauptflugsaison beginnt Anfang Juli und dauert bis Anfang September. Die Tiere sind meist an violetten Blüten von Disteln, Knautien oder Flockenblumen zu beobachten.
Die junge Raupe ist hellgelb und ohne Zeichnung. Im ausgewachsenen Zustand  besitzt sie dorsalseitig zwei nebeneinander verlaufende braune Linien, daneben ist die Farbe beige-gelb und mit feinen, schwarzen Punkten versehen. Weiter ist eine Behaarung vorhanden. Die Kopffarbe ist schwarz.
Die Raupen ernähren sich von zwei Pflanzen aus der Gattung Rumex: Einerseits der Wiesen-Sauerampfer und andererseits der Schild-Ampfer.
Die Überwinterung findet als Raupe statt. Zur Verpuppung spinnt sich die Raupe in ein Gespinst aus feinen Fäden ein.
Das Generationenintervall beträgt eine Generation pro Jahr.

## Merkmale Falter
Zu den geschlechtsspezifischen Unterschieden im adulten Stadium (Imago) gehört die Ausgestaltung der Fühler: Bei den Männchen sind sie gekämmt, bei den Weibchen kolbenartig. Auch sind die Weibchen im Bereich des Thorax und des Abdomens breiter gebaut. Die Flügelspannweite der Falter beträgt zwischen 20 und 30 mm.

## Lebensraumansprüche

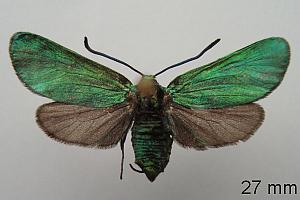
Weibliches Exemplar, Flügelspannweite: 27 mm

Adscita alpina besiedelt Weiden, Böschungen, Lawinenzüge und besonders steinige bzw. geröllige Standorte des Schildampfers von den Tallagen bis über 2000 m ü. M.

## Verbreitung
Nach GUENIN (1997) lässt sich das Verbreitungsgebiet recht genau bestimmen: „A. alpina besitzt ein vergleichsweise kleines Areal und tritt mit Ausnahme der ligurischen Küste und des östlichen Friauls in Norditalien, dem westlichen Nordtirol sowie in der Schweiz auf. Südlich dieses Areals schließt die Unterart A. alpina italica (ALBERTI, 1937) an, deren Verbreitungsgebiet bis an die Südspitze Kalabriens reicht. In der Schweiz tritt A. alpina auf der Simplonsüdseite VS, im Tessin, in den Bündner Südtälern (Bergell, Puschlav und Münstertal) sowie im Engadin GR und in der Survela GR auf.“ An den Arealrändern kommt es zu Kontaktzonen mit dem Ampfer-Grünwidderchen. Dadurch treten auch Hybride aus beide Arten auf.